# Giles Daubeney
Giles Daubeney (1er juin 1451 – 21 mai 1508), 1er baron Daubeney, était un noble, diplomate et courtisan anglais.

## Biographie
Il accompagne Édouard IV en 1475 lors de son expédition militaire en France, qui se termine par le traité de Picquigny. En 1477 et 1478, il est le représentant du Somerset au Parlement. Il est adoubé à la fin du règne d'Édouard.
Il assiste au couronnement de Richard III le 6 juillet 1483 mais rallie rapidement l'opposition en participant à la révolte du duc de Buckingham. Ses terres sont confisquées par le roi. Il s'enfuit auprès du prétendant au trône Henri Tudor en Bretagne.
Lors de l'avènement de Tudor au trône (sous le nom d'Henri VII) en 1485, ses terres lui sont rendues. 
Le 15 décembre 1486, il est envoyé en mission diplomatique auprès de Maximilien d'Autriche. Le 25 novembre 1487, il assiste au couronnement de la reine Élisabeth d'York. Il négocie le traité de Medina del Campo avec les Rois catholiques en 1489. Il négocie également le traité d'Étaples avec le roi de France Charles VIII en 1492.
Il devient Lord chambellan en février 1495 après l'exécution de William Stanley. 
Le 17 juin 1497, il défait le premier soulèvement cornique à Blackheath. Il arrête Perkin Warbeck le 5 octobre de la même année près d'Exeter.